# Thann (Neustadt bei Coburg)
Thann ist ein Stadtteil der oberfränkischen Stadt Neustadt bei Coburg im Landkreis Coburg.

## Lage
Der alte Ortskern Thanns liegt auf den südwestlichen Höhen des Neustadter Kessels, etwa drei Kilometer von Neustadt entfernt. Die jüngeren Bebauungen aus der Mitte des 20. Jahrhunderts wurden östlich vom alten Ortskern errichtet.

## Geschichte
Thann wurde 1317 erstmals im Urbarium, einer Auflistung von Besitzungen der Henneberger beim Erwerb der Neuen Herrschaft, urkundlich erwähnt. Der Name des Ortes kann von einer einzelnen Tanne abgeleitet werden. Im Herrschaftsbereich der Henneberger liegend kam Thann 1353 mit dem Coburger Land im Erbgang zu den Wettinern und war somit ab 1485 Teil des Kurfürstentums Sachsen, aus dem später das Herzogtum Sachsen-Coburg hervorging.
Im Dreißigjährigen Krieg führten Einquartierungen und Plünderungen zu einer Hungersnot. 1638 waren vier von elf Gebäuden zerstört und von 40 Rindern vor dem Krieg lebte noch ein einziges.
Die Kinder gingen bis 1780 in Neustadt zur Schule, danach in Haarbrücken. Ab 1839 wurde das Thanner Gemeindehaus auch als Schulhaus für die Thanner und Haarbrücker Kinder genutzt und schließlich durch einen Neubau ersetzt, der am 7. Oktober 1862 eingeweiht haben. 1951 erfolgte eine Erweiterung des bis dahin einklassigen Gebäudes für eine weitere Klasse. Mehr als hundert Schüler veranlasste schließlich die Gemeinden einen Neubau in Haarbrücken zu errichten, der ab 1961 genutzt wurde.
In einer Volksbefragung am 30. November 1919 stimmten zwei Thanner Bürger für den Beitritt des Freistaates Coburg zum thüringischen Staat und 57 dagegen. Somit gehörte ab dem 1. Juli 1920 Thann zum Freistaat Bayern.
Im Ersten Weltkrieg und im Zweiten Weltkrieg verloren jeweils sieben Thanner Soldaten ihr Leben.
Im Jahr 1964 entstand in Haarbrücken eine evangelische Tochterkirchengemeinde Neustadts, die neben Haarbrücken auch Thann und Ketschenbach betreute. Vier Jahre später wurde die Pfarrgemeinde selbstständig.
Am 1. Mai 1978 wurde Thann nach Neustadt eingemeindet.
Die Trinkwasserversorgung erfolgte früher durch Hausbrunnen. 1964 wurden einige Anwesen an das gemeindeeigene Netz angeschlossen, ab 1971 erfolgte die Wasserversorgung durch die Stadtwerke Neustadt. Stromlieferant war ab 1922 das Coburger Überlandwerk. Am 1. Januar 1972 übernahmen die Stadtwerke Neustadt die Stromversorgung. 1987 hatte Thann 87 Wohngebäude, von denen 66 nach 1949 errichtet worden waren. Die Neubauten entstanden ab 1958 in den Bereichen Böhläcker und Stadtäcker, außerdem auf dem Brunnhügel und Kiefernböhl sowie entlang der Eichener und Thanner Straße.

## Einwohnerentwicklung
| Jahr | Einwohnerzahl |
| ---- | ------------- |
| 1910 | 131           |
| 1933 | 139           |
| 1939 | 132           |
| 1950 | 203           |
| 1970 | 342           |
| 1987 | 313           |
| 2013 | 390           |
| 2020 | 352           |